# ديريك روكر
ديريك روكر (بالإنجليزية: Derek Rucker)‏ مواليد 2 أكتوبر 1966 في واشنطن العاصمة، هو لاعب كرة سلة أمريكي سابق. بدأ مسيرته الاحترافية في سنة 1990. اعتزل اللعب في 2006.

## المسيرة الاحترافية
لعب مع بريزبن بولتز في الدوري الأسترالي في موسم 1990–1991، ثم لعب مع تاونسفيل كروكودايلز من سنة 1995 إلى 1998، ثم لعب مع بريزبن بولتز في الدوري الأسترالي من سنة 2003 إلى 2006.